# 14 декември
14 декември е 348-ият ден в годината според григорианския календар (349-и през високосна година). Остават 17 дни до края на годината.

## Събития
- 1819 г. – Алабама става 22-рият щат на САЩ.
- 1900 г. – Квантова механика: Германският физик Макс Планк представя в Берлин своя Закон на Планк.
- 1911 г. – Норвежката експедиция на Роалд Амундсен достига първа до Южния полюс, като изпреварва с 34 дни англичаните, водени от капитан Робърт Скот.
- 1935 г. – Томаш Масарик подава оставка като президент на Чехословашката република.
- 1939 г. – Зимната война: Съветският съюз е изключен от Обществото на народите заради нападението срещу Финландия.
- 1941 г. – Царство България обявява символична война на САЩ.
- 1955 г. – България е приета за пълноправен член на ООН заедно с Албания, Австрия, Финландия, Унгария, Ирландия, Италия, Йордания, Лаос, Португалия, Румъния и Испания.
- 1989 г. – Организирана е жива верига около сградата на Народно събрание на България|Народното събрание на България с искане да се отмени Член 1 от Конституцията на Народна република България.
- 1995 г. – Официално е подписано Дейтънското споразумение в Париж, с което официално се поставя край на близо четиригодишната гражданска война в Босна и Херцеговина.
- 2004 г. – Открит е Виадукт Мийо – най-високият мост в света, разположен в близост до Мийо, Франция.

## Родени
- 1503 г. – Нострадамус, френски астролог († 1566 г.)
- 1546 г. – Тихо Брахе, датски астроном († 1601 г.)
- 1837 г. – Марин Калугеров, български духовник († 1883 г.)
- 1863 г. – Петко Цъклев, български военен деец († ? г.)
- 1874 г. – Никола Пушкаров, български почвовед и революционер († 1874 г.)
- 1875 г. – Добри Христов, български композитор († 1941 г.)
- 1883 г. – Морихей Уешиба, японски майстор в бойните изкуства, създател на айкидо (合気道) († 1969 г.)
- 1895 г. – Джордж VI, крал на Великобритания († 1952 г.)
- 1895 г. – Пол Елюар, френски поет († 1952 г.)
- 1897 г. – Курт Шушниг, австрийски политик († 1977 г.)
- 1901 г. – Павлос I, крал на Гърция († 1964 г.)
- 1920 г. – Даниел Сорано, френски актьор († 1962 г.)
- 1922 г. – Николай Басов, съветски физик, Нобелов лауреат († 2001 г.)
- 1924 г. – Радж Капур, индийски режисьор и актьор († 1988 г.)
- 1926 г. – Панкратий, български духовник и архиерей († 1998 г.)
- 1933 г. – Людмил Кирков, български актьор и режисьор († 1995 г.)
- 1939 г. – Иван Вуцов, български футболист († 2019 г.)
- 1946 г. – Джейн Бъркин, френска актриса и певица 2023
- 1947 г. – Дилма Русеф, 36-и президент на Бразилия
- 1948 г. – Мариане Фриц, австрийска писателка († 2007 г.)
- 1949 г. – Клиф Уилямс, британски музикант, басист на AC/DC
- 1950 г. – Вики Мишел, британска актриса
- 1951 г. – Вежди Рашидов, български скулптор
- 1951 г. – Ян Тиман, нидерландски шахматист
- 1955 г. – Петър Миладинов, български футболист и треньор
- 1960 г. – Крис Уодъл, английски футболист
- 1964 г. – Свилен Нейков, български треньор по гребане
- 1965 г. – Альоша Асанович, хърватски футболист
- 1969 г. – Костадин Генчев, български кавалджия
- 1970 г. – Анна Мария Йопек, полска певица и музикант
- 1976 г. – Игор Томашич, хърватски футболист
- 1977 г. – Антон Петров, български военнослужещ († 2003 г.)
- 1977 г. – Теодора Духовникова, българска актриса
- 1977 г. – Ингер-Мария Малке, германска писателка
- 1977 г. – Радослав Комитов, български футболист
- 1979 г. – Жан-Ален Бумсонг, френски футболист
- 1979 г. – Майкъл Оуен, английски футболист
- 1979 г. – Софи Монк, австралийска певица
- 1985 г. – Якуб Блашчиковски, полски футболист
- 1987 г. – Алета Оушън, унгарска порноактриса
- 1988 г. – Ванеса Хъджинс, американска певица
- 1992 г. – Рио Мияичи, японски футболист

## Починали
- 872 г. – Адриан II, римски папа (* 792 г.)
- 1591 г. – Йоан Кръстни, испански монах (* 1542 г.)
- 1788 г. – Карл Филип Емануел Бах, германски композитор (* 1714 г.)
- 1788 г. – Карлос III, крал на Испания (* 1716 г.)
- 1799 г. – Джордж Вашингтон, първи президент на САЩ (* 1732 г.)
- 1829 г. – Луиджи Маркези, италиански певец кастрат (* 1754 г.)
- 1861 г. – Алберт фон Сакс-Кобург-Гота, съпруг на кралица Виктория (* 1819 г.)
- 1921 г. – Радой Сираков, български военен деец (* 1861 г.)
- 1929 г. – Фридрих Грюнангер, австрийски архитект (* 1856 г.)
- 1930 г. – Иван Симеонов, български офицер (* 1862 г.)
- 1931 г. – Марин Василев, български скулптор (* 1867 г.)
- 1940 г. – Мария Георгиевна, гръцка принцеса (* 1876 г.)
- 1943 г. – Джон Келог, американски лекар (* 1852 г.)
- 1947 г. – Стенли Болдуин, министър-председател на Великобритания (* 1867 г.)
- 1957 г. – Йозеф Лада, чешки график (* 1887 г.)
- 1972 г. – Ангел Каралийчев, български писател (* 1902 г.)
- 1974 г. – Васко Абаджиев, български цигулар-виртуоз и композитор (* 1926 г.)
- 1984 г. – Висенте Алейксандре, испански писател, Нобелов лауреат през 1977 г. (* 1898 г.)
- 1989 г. – Андрей Сахаров, руски физик, Нобелов лауреат през 1975 г. (* 1921 г.)
- 1990 г. – Фридрих Дюренмат, швейцарски писател (* 1921 г.)
- 1992 г. – Емил Павлов, български композитор (* 1921 г.)
- 1993 г. – Мирна Лой, американска актриса (р. 1905 г.)
- 1997 г. – Оуен Барфийлд, британски философ (* 1898 г.)
- 1998 г. – Здравко Александров, български живописец (* 1911 г.)
- 2009 г. – Крикор Азарян, български режисьор (* 1934 г.)[1]
- 2013 г. – Питър О'Тул, ирландски актьор (* 1932 г.)
- 2013 г. – Джанет Дейли, американска писателка (* 1944 г.)

## Празници
- България – Ден на ветеринаря